# Ludovico Bidoglio
Ludovico Bidoglio (Buenos Aires, 5 februari 1900 – 25 december 1970) was een Argentijns voetballer. Bidoglio speelde bij onder meer Boca Juniors waarmee hij tweemaal de Copa América en eenmaal de Primera División won. Tevens maakte hij deel uit van de Argentijnse selectie op de Olympische Zomerspelen 1928. Deze selectie won de zilveren medaille. 